# Pilot (Lost)
 For alternative betydninger, se Pilot (flertydig). (Se også artikler, som begynder med Pilot)
"Pilot" er første og andet afsnit af første sæson af den amerikanske tv-serie Lost. Historien er lavet af Jeffrey Lieber, J.J. Abrams og Damon Lindelof, mens manuskriptet er udformet af Abrams og Lindelof. Abrams fungerede også som instruktør på "Pilot," der blev sendt første gang 22. september 2004 på American Broadcasting Company, og 10. januar 2005 på TvDanmark (nu Kanal 5). Afsnittet havde 18,6 millioner seere i USA, hvilket var rekord for et pilotafsnit. Jeffrey Lieber var oprindeligt skaberen af serien, men studiet var ikke tilfreds med hans arbejde og hyrede i stedet Abrams og Lindelof. Mange af Liebers kreationer er stadig at finde i serien, og Writers Guild of America besluttede derfor også at han skulle krediteres både i form af credits, men også honorar for hvert afsnit.
Afsnittet finder tidsmæssigt sted efter Oceanic Flight 815 under mystiske omstændigheder er styrtet ned på en Stillehavsø, tusinde af kilometre uden af kurs, og derfor efterladt uden øjensynlig mulighed for at blive fundet af redningsholdet.

## Synopsis

### På øen
Jack Shephard (Matthew Fox) vågner desorienteret i junglen, umiddelbart efter Oceanic Flight 815 er styrtet på sin kommercielle rute fra Sydney, Australien til Los Angeles, USA. Han løber til stranden, hvor flyvraget ligger i flammer, og 47 andre overlevende panisk forsøger at genvinde kontrol over situationen. Efter flere flydele er eksploderet, og Jack i samråd med andre har skabt ro, vandrer han væk for at sy sit eget sår. Han møder Kate Austen (Evangeline Lilly) der hjælper ham med syningen. Om natten høres forunderlige lyde fra junglen, og træer væltes af en ikke synlig entitet.
Senere, beslutter Jack og Kate at finde flyets cockpit, fordi Sayid Jarrah (Naveen Andrews) muligvis vil være i stand til at skabe kontakt til redningsfolkene med flyets transceiver. Den heroinmisbrugende rockmusiker Charlie Pace (Dominic Monaghan) tilslutter sig, men kun for at få sit efterladte heroin fra flyets toilet. De finder cockpittet, og piloten Seth Norris(Greg Grunberg) fortæller flyet styrtede tusinde kilometre ude af kurs, og at redningsfolkene ikke ved hvor de skal lede. De får transceiveren, kort før "Monsteret" dræber piloten. Kate, Jack og Charlie flygter gennem junglen og separeres. De genforenes under det træ hvor pilotens lig er efterladt.
Dagen efter drager en ekskursion anført af Sayid op på en bjergside. Undervejs afliver Sawyer(Josh Holloway) en isbjørn i junglen, og på selve bjergsiden opsnappes et nødsignal af en fransk kvinde(Mira Furlan), der har kørt i over 16 år.

### Flashback
Jack tilbydes en drink af stewardessen ,Cindy Chandler(Kimberly Joseph), beklager sig over dens manglende styrke og får to små flasker ekstra. Jack konverserer med Rose(L. Scott Caldwell), der fortæller at hendes mand Bernard(Sam Anderson) befinder er på toilettet i flyets halesektion. Han lover at holde hende med selskab indtil hendes mand kommer tilbage. Desuden passeres Jack af en travl Charlie. Efter at have ramt mindre turbulens, eskalerer forstyrrelserne og flyet styrter.
Kate – der akkompagneres af den ombejlede sherif – tilbydes et glas juice, og gør sine håndjern synlige. Hun oplever flystyrtet ved fuld bevidsthed. Charlie har svære abstinenser, og da personalet synes bekymret for ham, haster han mod toilettet, og har undervejs et sammenstød med Jack. Han lukker sig inde, smider stofferne i toilettet og når at komme tilbage til sin plads, netop som styrtet indtræffer.

## Produktion
Lloyd Braun fra ABC bragte idéen op om en tv-serie i stil med filmen Cast Away, ved et møde i 2003, hvorefter Jeffrey Lieber blev hyret til at lave et udkast. Udkastet blev aldrig tilfredsstillende nok, og i stedet blev skaberen af Felicity og Alias J.J. Abrams og den lovende forfatter Damon Lindelof hyret til at lave udkastet. På grund af tidspres kunne de ikke skabe serien fra bunden, og arbejdede i stedet videre med Liebers udkast, hvortil de tilføjede det ellers realistiske scenarie, flere overnaturlige elementer. De skabte seriens figurer, stil og mytologi, og planlagde hele den grundlæggende handling.
I 2004 begyndte forarbejdet til, og selve optagelserne. Under castingen lod man trods det omtalte tidspres alligevel flere ændringer og justering få plads. Matthew Fox, Jorge Garcia og Dominic Monaghan auditionerede alle for rollen som James "Sawyer" Ford. Michael Keaton var blevet tilbudt rollen som Jack, men afslog fordi man besluttede at holde figuren i serien, og overgik senere til Fox. Sawyer-rollen var egentlig tænkt som værende mere stilet, men da Josh Holloway under auditionen blev rasende over en glemt replik og sparkede en stol væk, lod forfatterne sig inspirere og ændrede derfor Sawyer. Kate var oprindeligt en ældre dame, med den historie der endte som Rose Hendersons. Evangeline Lilly havde ikke mulighed for at auditionere fysisk, og sendte i stedet et videobånd. Lost-holdet var overbevist om hun var den rette, men man mistede hende næsten på grund af papirarbejde, der først gik i orden få dage før første optagelsesdag.
Serien filmes på Oahu, Hawaii. Med sine 14 hovedpersoner, flere gæstestjerner og et ægte fly skilt ad i dele, blev afsnittet det hidtil dyreste pilotafsnit i tv's historie. Godkendelsen af et budget på et sted mellem $10.000.000 og $14.000.000 resulterede i Lloyd Brauns fyring; Det skete før man vidste hvor stor en succes Lost blev.

## Modtagelse
Med 18,6 millioner fik Part 1 rekordhøjt seertal for et pilotafsnit, mens efterfølgende afsnit, Part 2, blev set af 17 millioner.
IGN gav 10/10 i karakter og bekendtgjort, at Lost "leverer alt hvad det lovede sit publikum". Entertainment Weekly gav karakten A, og skrev at selv folk der ikke er fan af science-fiction og fantasy kan synes om serien, og USA Today gav fire stjerner, og hyldede de medvirkende. The Futon Critic
hædrede senere afsnittet som det femte bedste afsnit af alle tv-serier i 2004.
Ved Emmy Awards i 2005 vandt J.J. Abrams "Primetime Emmy Award for Outstanding Directing for a Drama Series"-prisen, mens Mary Jo Markey vandt "Editing for a Drama Series." Piloten blev også nomineret i "Sound Editing" og "Writing for Drama Series." April Webster vandt Artios Award for hendes arbejde i piloten.

## Trivia
- Charlie og Jacks korte "crossover" er første af mange, der skulle vise sig at blive et mytologisk element gennem serien.

## Fodnoter
1. ↑  Kissell, Rick (25. september 2004). "ABC, Eye have quite some night". Variety.
2. ↑  "Struggling ABC May Have Found a Hit in 'Lost'". Reuters. Lostmedia.com. 1. oktober 2004. Arkiveret fra originalen 5. februar 2010. Hentet 22. september 2007.
3. ↑  "IGN: Pilot, Part 1 Review". IGN. 22. september 2004. Arkiveret fra originalen 6. februar 2012. Hentet 22. september 2007.
4. ↑  Tucker, Ken (24. september 2004). "TV Review: Lost (2004)". Entertainment Weekly. Arkiveret fra originalen 25. september 2007. Hentet 22. september 2007.
5. ↑  Bianco, Robert (21. september 2004). "'Lost'  finds fresh adventure in familiar story". Hentet 22. september 2007. {{cite web}}: line feed character i |title= på position 8 (hjælp)
6. ↑  Sullivan, Brian Ford. "The 50 Best Episodes of 2004: #10-1". The Futon Critic. Hentet 22. september 2007.
7. ↑  "Awards for "Lost" (2004)". IMDb. Hentet 22. september 2007.